# Miyu Uehara
Miyu Uehara (上原 美優?, Uehara Miyu), pseudonimo di Mutsumi Fujisaki (藤崎 睦美?, Fujisaki Mutsumi; Tanegashima, 2 maggio 1987 – Tokyo, 12 maggio 2011), è stata una modella e personaggio televisivo giapponese.
Soprannominata la "idol povera" dai media per via delle sue umili origini, si tolse la vita nel 2011 quando era al culmine della sua popolarità.

## Biografia
Nata come Mutsumi Fujisaki a Tanegashima (prefettura di Kagoshima), era la più giovane di dieci fratelli. Frequentò la scuola superiore di Kagoshima prima di interrompere gli studi e trasferirsi, all'età di 17 anni, a Tokyo. Nella capitale giapponese iniziò a lavorare come hostess in un bar, dove venne notata da un talent scout.
Soprannominata dai media la "idol povera" per via delle sue umili origini, dopo essere apparsa sulla copertina della rivista Weekly Playboy pubblicò il suo primo photobook, Hare tokidoki namida, nel luglio 2009. Fino a maggio 2011 aveva collezionato più di quattrocento apparizioni televisive e recitato in due spot pubblicitari, oltre ad aver ottenuto una piccola parte nell'adattamento live action di Yattaman.
Uehara fu trovata morta nel suo appartamento di Meguro il 12 maggio 2011, all'età di 24 anni, dopo essersi impiccata. La polizia non trovò alcun biglietto d'addio, a parte alcuni messaggi illeggibili. La sua morte scatenò un'ondata di suicidi tra i giovani in tutto il Giappone.